# Момпер, Вальтер
Вальтер Мо́мпер (нем. Walter Momper; род. 21 февраля 1945, Зулинген) — немецкий политик и политолог, член СДПГ. В 1989—1991 годах — правящий бургомистр Берлина. В 2001—2011 годах — председатель Палаты депутатов Берлина.

## Биография
Учился в школе в Бремене. В 1964 году поступил в Вестфальский университет в Мюнстере, где изучал политические науки, историю и экономику. Также учился в Мюнхенском университете и Свободном университете Берлина, где получил диплом политолога. Вступил в СДПГ в 1967 году. В 1986—1992 годах возглавлял берлинское отделение СДПГ. В 1975 году был избран в Палату депутатов Берлина. 16 марта 1989 года Вальтер Момпер был избран правящим бургомистром Берлина.

## Награды
- Командор ордена Заслуг перед Республикой Польша (1993 год)[4].
- Знак отличия «За заслуги перед Москвой» (31 декабря 2010 года) — за большой вклад в укрепление двусторонних связей между Москвой и Берлином[5].
- Почётная грамота Московской городской думы (26 января 2011 года) — за большой вклад в укрепление двусторонних связей между Москвой и Берлином[6].